# Ernesto Garzón Valdés
Ernesto Garzón Valdés (Córdoba, Argentina, 1927- 2023) fou un filòsof argentí. Professor emèrit de Ciències Polítiques a la Universitat de Magúncia (Alemanya) i expert en filosofia moral, filosofia política i filosofia del dret. Ha estat professor de Filosofia del Dret a les universitats de Córdoba i de La Plata de l'Argentina i, després d'exiliar-se a Alemanya a causa de la dictadura argentina, va ser professor a les Universitats de Bonn, de Colònia i de Magúncia. Va ser també professor visitant en diverses universitats europees i llatinoamericanes com la Universitat Pompeu Fabra de Barcelona i l'Institut Tecnològic Autònom de Mèxic, i doctor honoris causa per la Universitat de València, la Universitat de Hèlsinki, la Universitat de Valparaíso i la Universitat de Buenos Aires, entre d'altres. Fou membre de les Acadèmies de Ciències Socials i de Dret de Córdoba i de Buenos Aires, de l'Acadèmia de Ciències de Finlàndia, i és president de la Fundació Col·loqui Jurídic Europeu de Madrid, entre altres organismes i fundacions.
Fou autor de diversos llibres i ha publicat un gran nombre d'articles en més de cinc idiomes i en una vintena de països. Les seves publicacions més recents inclouen Calamidades (Gedisa, Barcelona, 2004); Por qué estoy aquí. Tres justificaciones y una excusa (Universidad Nacional, La Rioja, 2005), i Tolerancia, dignidad y democracia (Universidad Inca Garcilaso del la Vega, Lima, 2006).